# Martijn Aslander
Martijn Aslander (Stadskanaal, 4 augustus 1972) is een Nederlandse technologiefilosoof , professioneel lifehacker en auteur. 
Aslander is uitgever en mede-auteur van Nooit Af (2015). In 2001 initieerde hij Gathering Stones, de bouw van het grootste hunebed ter wereld. Hij is oprichter van Lifehacking.nl en mede-oprichter van Permanent Beta. In 2010 noemde cabaretier Hans Sibbel hem de motor achter StandUp Inspiration in Theatercafé Toomler in Amsterdam.

## Boeken
- 2015, "Nooit Af", Business Contact, EAN 9789047009139
- 2016, "Easycratie", Business Contact, EAN 978904700972
- 2016, "Een beetje nooit af", Business Contact,  EAN 9789047009702
- 2018,"Kleintje Easycratie", Pixie Creations, EAN 9789492902016
- 2018, "Hoe bouw je een hunebed?", Pixie Creations, EAN 9789492902023
- 2022, "Ons werk is stuk", Publiek Denken, EAN 9789083020341
- 2025, "Starten met Obsidian", Van Duuren Media, EAN 9789463564069

- Nederlandse Thesaurus van Auteursnamen: 274590530
- Virtual International Authority File: 280370509